# 반 제이콥슨

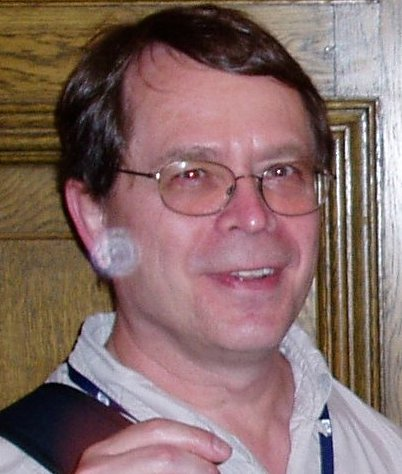

반 제이콥슨(Van Jacobson)은 TCP/IP 네트워크 성능 및 확장에 대한 연구로 저명한 미국의 컴퓨터 과학자이다. 오늘날 인터넷의 기술 기반인 TCP/IP 프로토콜 스택의 주요 기여자 중 한 명이다. 2013년부터 제이콥슨은 UCLA(캘리포니아 대학교 로스앤젤레스)의 겸임 교수로 명명된 데이터 네트워킹을 연구하고 있다.

## 같이 보기
- 콘텐츠 중심 네트워킹